# Afrogarypus zonatus
Espèce
Synonymes
- Geogarypus zonatus Beier, 1959

Afrogarypus zonatus est une espèce de pseudoscorpions de la famille des Geogarypidae.

## Distribution
Cette espèce est endémique du Sud-Kivu au Congo-Kinshasa. Elle se rencontre vers Itombwe.

## Systématique et taxinomie
Cette espèce a été décrite sous le protonyme Geogarypus zonatus par Beier en 1959. Elle est placée dans le genre Afrogarypus par Harvey en 1986.

## Publication originale
- Beier, 1959 : Pseudoscorpione aus dem Belgischen Congo gesammelt von Herrn N. Leleup. Annales du Musée du Congo Belge, Sciences Zoologiques, vol. 72, no 8, p. 5-69.